# LML Pulse

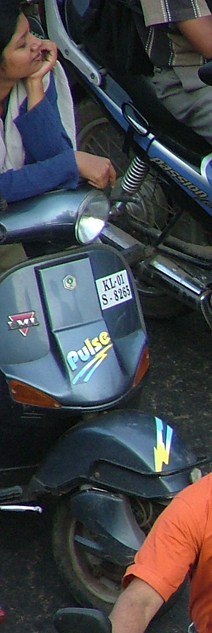
LML Pulse

Die LML Pulse ist ein Motorrollermodell des indischen Herstellers LML (Lohia Machinery Limited), das optisch der Vespa PK XL2 gleicht, weniger aber als die später gebaute LML Sensation. Vor allem die auf die Stahlblechkarosse aufgesetzte Frontverkleidung mit integrierten Blinkern wurde etwas abgewandelt gestaltet.
Die Pulse kam 2001 heraus. Es gab sie als 75-cm³- und als weniger verbreitete 125-cm³-Version. Beide Motorvarianten waren auch mit elektrischem Anlasser erhältlich.